# مهدي وثين
مهدي وثين (مواليد 26 سبتمبر 1987) هو ملاكم مغربي، مثّل بلاده في الألعاب الأولمبية الصيفية 2008.

## روابط خارجية
مهدي وثين على موقع بوكس ريك (الإنجليزية) (registration required)
- مهدي وثين على موقع اللجنة الأولمبية الدولية (الإنجليزية)
- مهدي وثين على موقع أوليمبيديا (الإنجليزية)